# セミホウボウ
セミホウボウ（蝉竹麦魚、学名: Dactyloptena orientalis）はカサゴ目セミホウボウ科に属する海水魚である。ホウボウと外形と名前が似るが、内部骨格は著しく異なり、別の科に分類される。インド太平洋の熱帯域に広く分布し、日本でも南日本を中心にみられる。砂泥底を単独でゆっくりと泳ぎ、小型の動物を捕食する肉食魚である。大きな胸鰭をもち、これを広げて滑空するように泳いだり、外敵を威嚇したりするのに用いる。

## 分類
セミホウボウはカサゴ目セミホウボウ科のセミホウボウ属Dactyloptena に分類される。名前と外部形態の似た種にホウボウがいるが、内部骨格は著しく異なり、こちらはホウボウ科という異なる科に分類される。本種はフランスの博物学者ジョルジュ・キュヴィエによってDactylopterus orientalis として1829年に初記載された。この時本種はニシセミホウボウ属Dactylopterus に分類されていたが、後年セミホウボウ属Dactyloptena に移されたため、現在有効な本種の学名はDactyloptena orientalis である。

## 形態
本種は最大で全長40 cmに達するが、よく見られるのは20 cm前後の個体である。吻は短いが幅広く丸みを帯びており、両眼はその側面に離れてつく。がっしりとした骨格を持つ体は硬い鱗に覆われる。後頭部に長大な遊離棘があり、よく目立つ。この長大な遊離棘と背鰭の間にも、もう一本短い遊離棘がある。背鰭は7棘条9軟条からなり、臀鰭には棘条はなく6-7軟条のみからなる。胸鰭は大きく、各軟条の端はやや伸長する。
地の体色は灰褐色で、頭部と躯幹部には褐色から黒色の斑点が不規則に入る。胸鰭の斑紋は変化に富むが、濃紺の班があることが多い。臀鰭にも大きな黒斑が1つある。

## 分布
本種は紅海を含むインド太平洋の熱帯域に広く分布する。生息域はアフリカ東岸からポリネシアやオーストラリアまで広がる。日本においては青森県以南で記録があるが、南日本を中心にみられ、伊豆諸島、小笠原諸島、琉球列島でもみられる。
大陸棚の砂泥底、水深10 - 150 mほどの場所でみられる。

## 生態
成魚は通常単独で海底をゆっくりと泳ぐ。大きな胸鰭を広げて海底を滑空するように移動することもできる。その他の時は胸鰭はたたまれているが、タイ科やサバの仲間、または人間のダイバーなどの外敵が近づくと大きく広げて威嚇する。腹鰭を使って歩くように海底を移動することでも知られる。幼魚も成魚と同様砂地で見られるが、こちらはときどき小さな群れをつくることがある。
本種は肉食魚であり、小魚や二枚貝、甲殻類などを捕食する。

## 人間との関係
本種は商業漁業の主対象になることはないが、混獲によって漁獲されることはある。日本でも底引き網などで漁獲されることがあり食用になるが、身に独特の酸味があり不味とされる。観賞魚として流通することもある。
国際自然保護連合(IUCN)は本種の保全状況を低危険種(LC)と評価している。

## ギャラリー

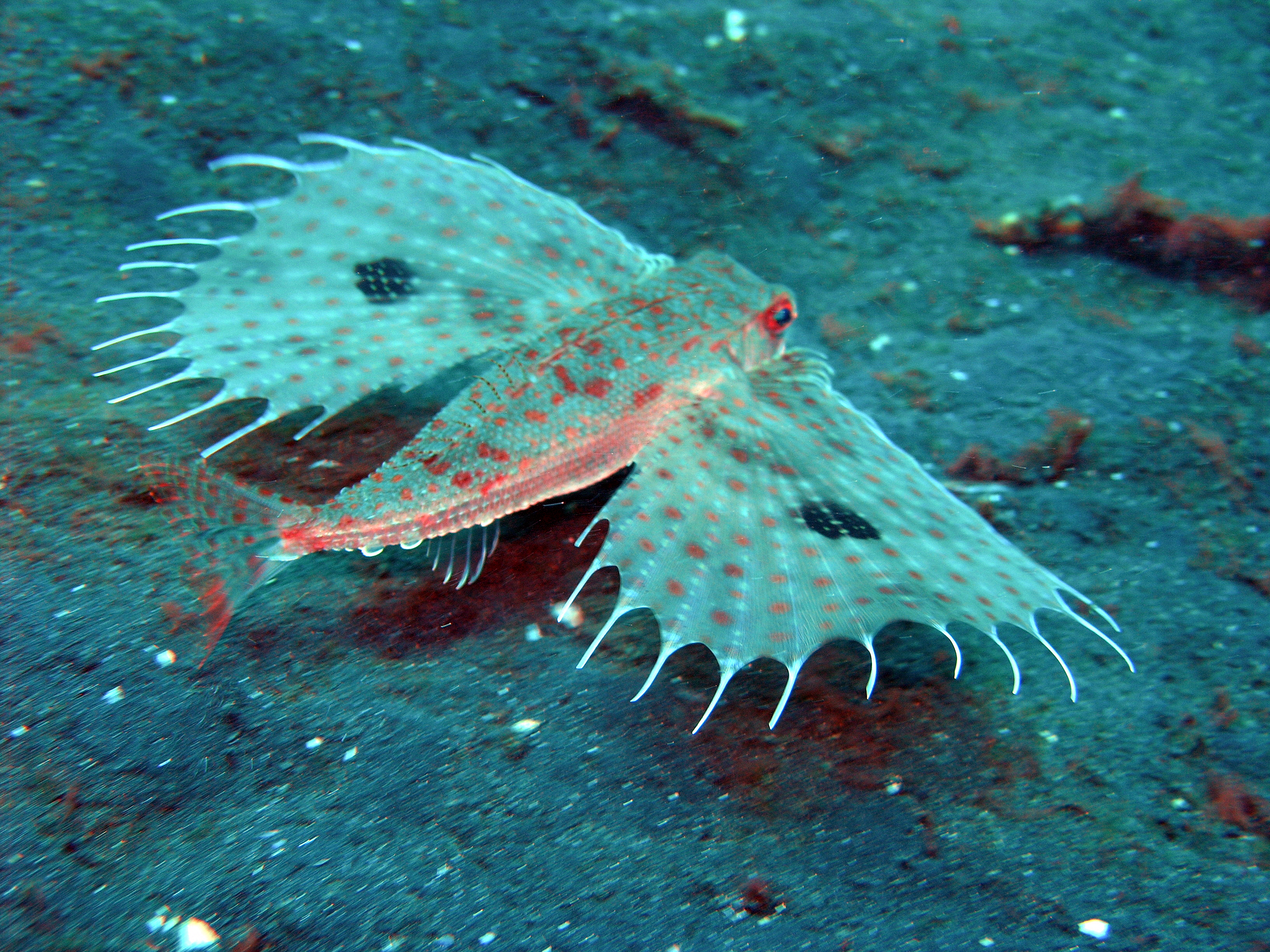
胸鰭を広げて海底を滑空する。
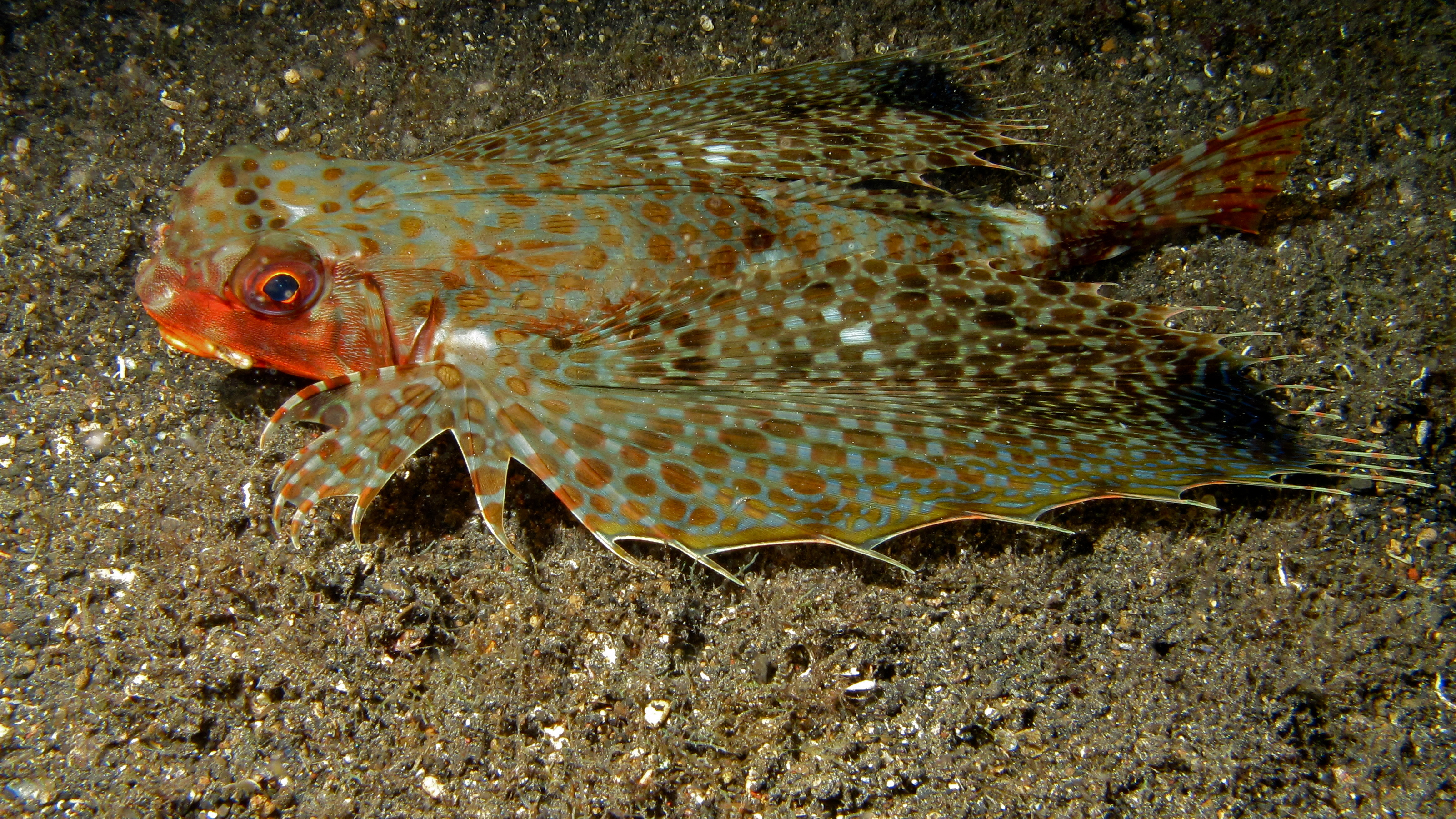
胸鰭を畳んだ状態。
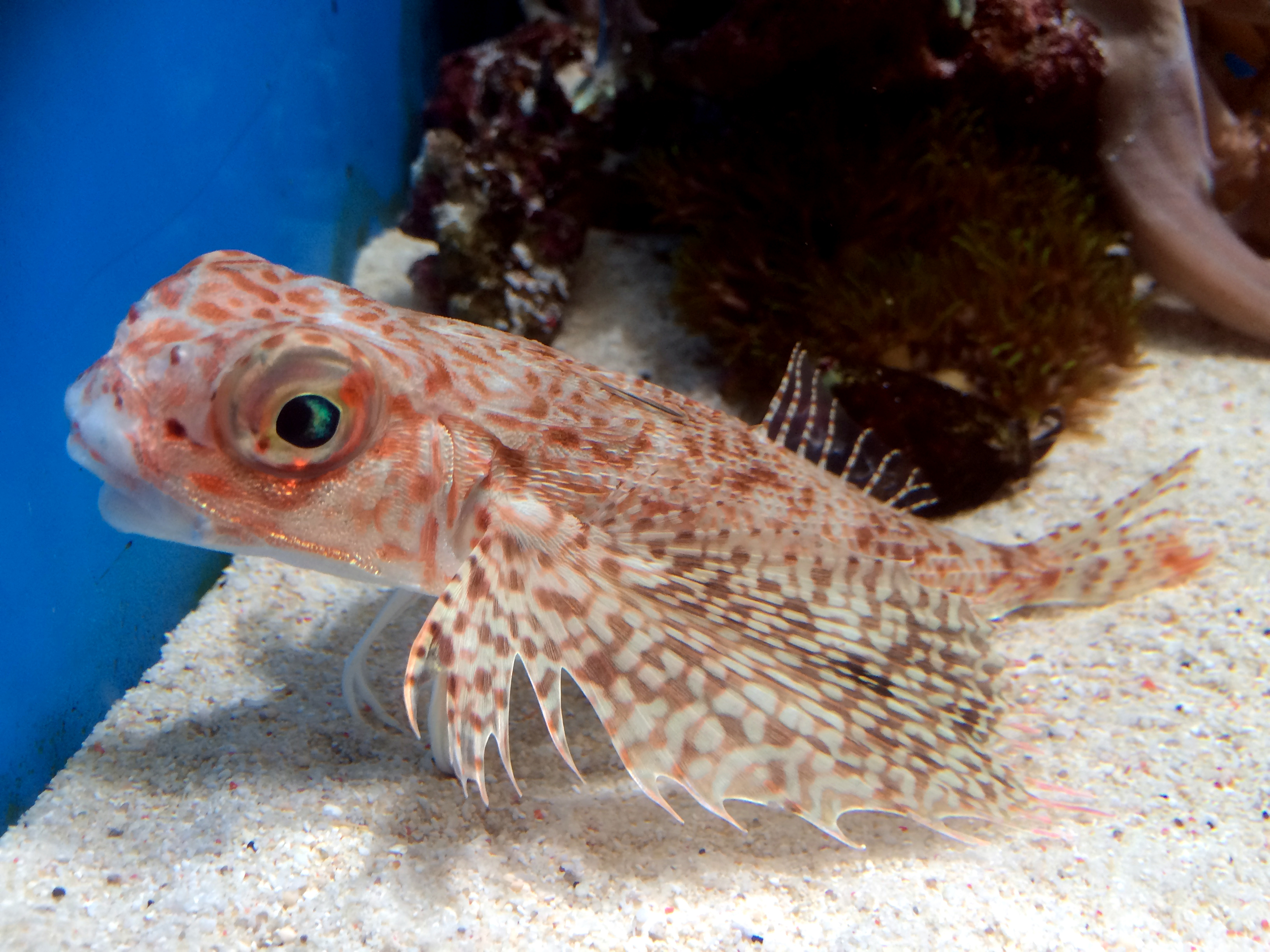
沼津港深海水族館における飼育個体
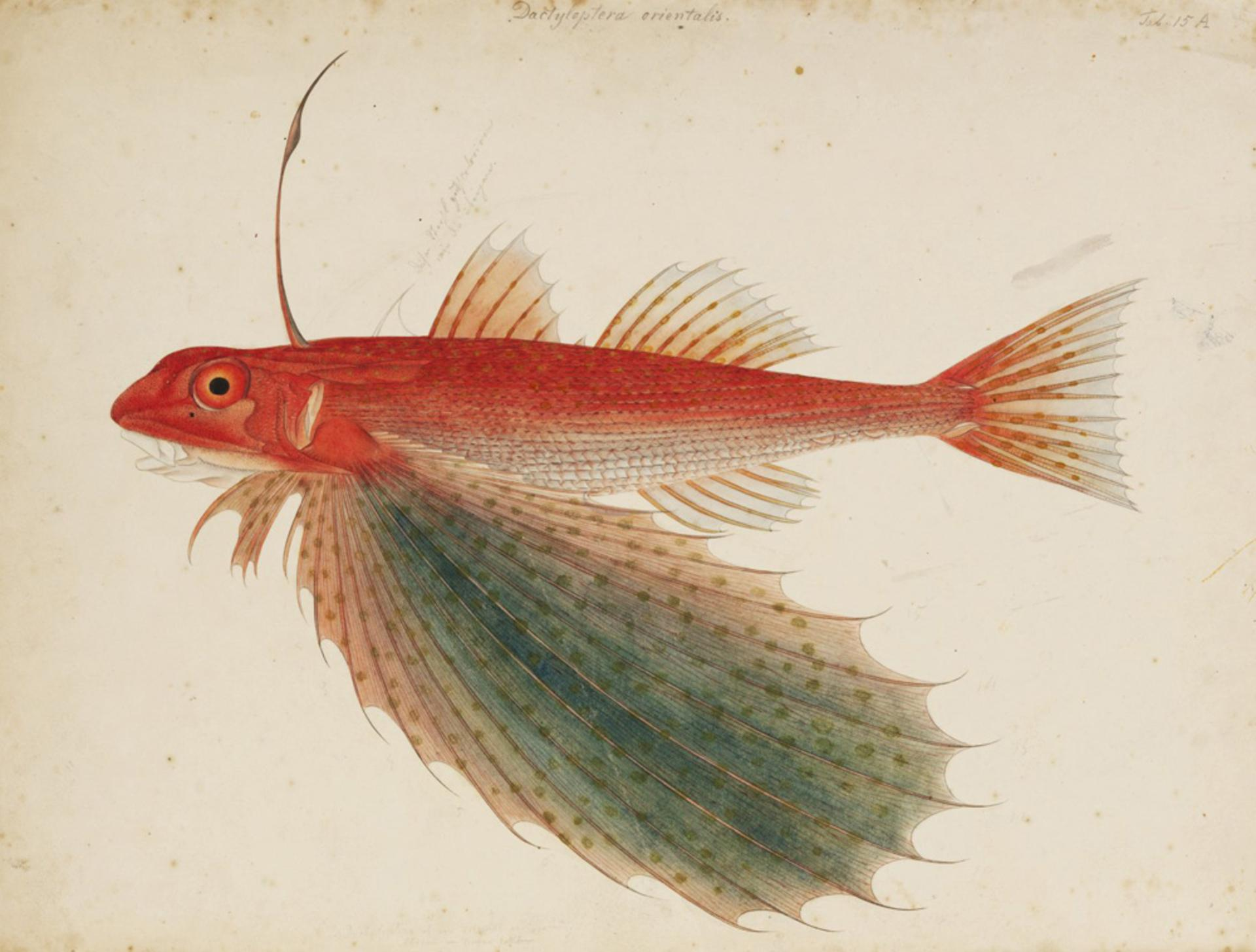
川原慶賀による本種の図版
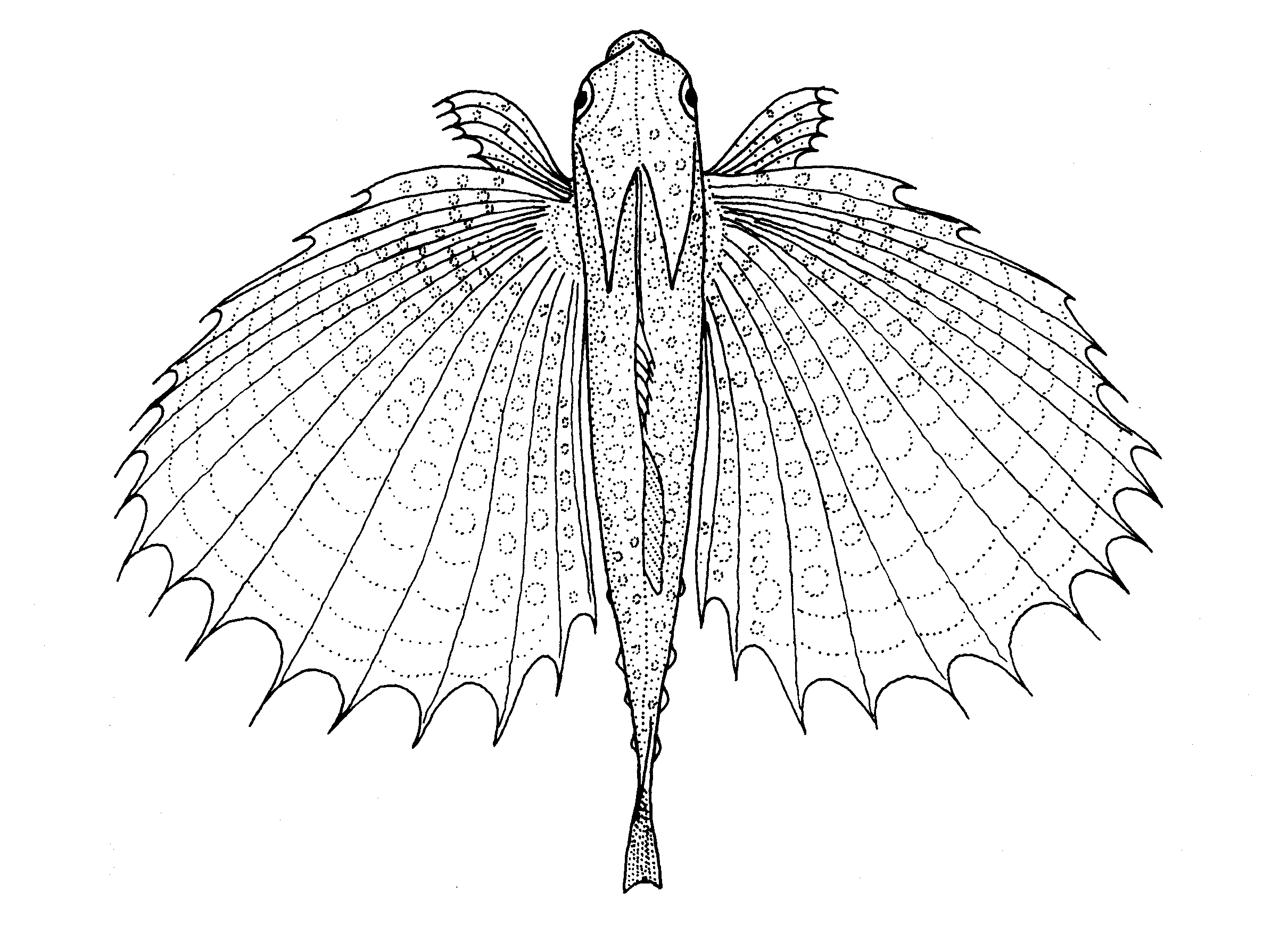
上部から見た本種のスケッチ